# Шипохвіст Гейра
Шипохвіст Гейра (Uromastyx geyri) — представник роду Шипохвостів з родини Агамових. Інша назва «сахарський шипохвіст».

## Опис
загальна довжина сягає 38-40 см, хвіст трохи коротше тіла. Луска тулуба та кінцівок гладенька, прилегла. За переднім краєм слухового отвору розташовано рядок виступаючих загострених лусочок. З боків шиї та на верхніх сторонах стегон задніх кінцівок виступає у вигляді горбків округла луска. На хвості 20-23 поперечних ряду збільшених загострених щитків.
Забарвлення кармінно-червоне або яскраво-жовте, на спині зазвичай проявляється малюнок з поперечних рядків округлих плям на більш темному тлі. При зниженні температури колір шкіри стає більш тьмяним і темним.

## Спосіб життя
Полюбляє місцини твердим кам'янистим ґрунтом, виходи гірських порід. Ховається у порожнинах між каменями й в ущелинах у скелях. У період з листопада по лютий активність цього шипохвоста істотно знижується. Харчується здебільшого рослинною їжею.
Це яйцекладна ящірка. Самиця відкладає до 15 яєць.

## Розповсюдження
Це ендемік гірських масивів Центральної Сахари, поширений на обмеженій території півдня Алжиру і у північних районах Малі та Нігеру.